# حشره‌خوار کوتوله قفقازی
 حشره‌خوار کوتوله قفقازی (نام علمی: Sorex volnuchini) نام یک گونه از سرده حشره‌خوارهای دم‌دراز است.